# Liste der denkmalgeschützten Objekte in Langschlag (Niederösterreich)
Die Liste der denkmalgeschützten Objekte in Langschlag enthält die 8 denkmalgeschützten, unbeweglichen Objekte der Gemeinde Langschlag.

## Denkmäler
| Foto |                 | Denkmal                                                        | Standort                                       | Beschreibung | Metadaten |
| ---- | --------------- | -------------------------------------------------------------- | ---------------------------------------------- | --- | --- |
| ja   | Datei hochladen | Bildstock HERIS-ID: 62892 Objekt-ID: 75484                     | Standort KG: Kasbach                           | Der frühbarocke Bildstock nordwestlich von Kasbach, im Volksmund auch als Schwedenkreuz bezeichnet, ist mit dem Renovierungsdatum 1852 bezeichnet. Seine Bauzeit ist unbekannt, könnte aber um 1650 liegen und mit dem 1646 erfolgten Abzug der schwedischen Truppen zu tun haben, unter denen die Bevölkerung einige Jahre lang zu leiden hatte; sicher dokumentiert ist er bis 1740. Der aus mehreren Teilen zusammengesetzte Granitpfeiler mit abgefasten Ecken trägt auf einer quadratischen Kragenplatte ein Tabernakel mit Spitzgiebel und an dessen Spitze ein schmiedeeisernes Caravaca-Kreuz. In dem Tabernakel, dessen beide fehlende vordere Säulen durch Holzpflöcke ersetzt wurden, befindet sich ein Heiligenbild. | BDA-Hist.: Q38101531 Status: § 2a Stand der BDA-Liste: 2025-06-30 Name: Bildstock GstNr.: 932/1 Tabernakelbildstock Kasbach              |
| ja   | Datei hochladen | Schmiedehammer HERIS-ID: 62907 Objekt-ID: 75501                | Hammer 49 Standort KG: Langschlag              | Die Hammerschmiede in Langschlag wurde 1874 erbaut. Ihr Hammerwerk stammt aus dem Jahr 1653. Ein Federhammer ist mit 1814 bezeichnet. | BDA-Hist.: Q38101596 Status: Bescheid Stand der BDA-Liste: 2025-06-30 Name: Schmiedehammer GstNr.: .1                                    |
| ja   | Datei hochladen | Kath. Pfarrkirche hl. Stephan HERIS-ID: 50120 Objekt-ID: 54756 | Marktplatz 66, neben Standort KG: Langschlag   | Die Pfarrkirche hl. Stephan, erhöht am Marktplatz von Langschlag gelegen, ist eine spätgotische Hallenkirche mit langgestrecktem Chor und Westturm, die 1526–1539 wahrscheinlich auf romanischen Grundmauern erbaut und 1752 barockisiert wurde. An Langhaus und Chor befindet sich je ein spätgotisches Schulterbogenportal mit reicher Stabrahmung. Der barockisierte Chor hat einen dreiseitigen Schluss und ist durch Lisenen und Rundbogenfenster gegliedert. Der dreigeschoßige, spätgotische Westturm wurde ebenfalls barockisiert. Er wird von einem Spitzhelm bekrönt. | BDA-Hist.: Q38038179 Status: § 2a Stand der BDA-Liste: 2025-06-30 Name: Kath. Pfarrkirche hl. Stephan GstNr.: .63 Pfarrkirche Langschlag |
| ja   | Datei hochladen | Kuenringertaverne HERIS-ID: 34371 Objekt-ID: 32565             | Marktplatz 36 Standort KG: Langschlag          | Die Kuenringertaverne ist ein zweigeschoßiger Bau mit einem aus dem Fels gehauenem Keller. Der Baukern stammt aus der ersten Hälfte des 16. Jahrhunderts. Dazu gehört spätgotisches profiliertes Rundbogenportal. Der Körnerboden ist mit 1576 bezeichnet. | BDA-Hist.: Q37957529 Status: Bescheid Stand der BDA-Liste: 2025-06-30 Name: Kuenringertaverne GstNr.: .60/1, .60/2 Wurzelhof Langschlag  |
| ja   | Datei hochladen | Kaiser-Franz-Joseph-Denkmal HERIS-ID: 62906 Objekt-ID: 75500   | bei Marktplatz 67 Standort KG: Langschlag      | Am Marktplatz steht ein mit 1908 bezeichnetes Denkmal zu Ehren des Kaisers Franz Joseph I. | BDA-Hist.: Q38101586 Status: § 2a Stand der BDA-Liste: 2025-06-30 Name: Kaiser Franz Joseph-Denkmal GstNr.: 1948/1                       |
| ja   | Datei hochladen | Friedhofskapelle HERIS-ID: 62908 Objekt-ID: 75502              | Standort KG: Langschlag                        | Die Kapelle wurde im Zuge der Friedhofserweiterung in den 1950er-Jahren gebaut. | BDA-Hist.: Q38101605 Status: § 2a Stand der BDA-Liste: 2025-06-30 Name: Friedhofskapelle GstNr.: .108 Friedhofskapelle Langschlag        |
| ja   | Datei hochladen | Bildstock HERIS-ID: 62910 Objekt-ID: 75504                     | Standort KG: Langschlag                        | Am östlichen Ortsausgang steht ein mit 1606 bezeichneter Pfeilerbildstock mit einem Quaderaufsatz und einem tonnenförmigen Deckstein. | BDA-Hist.: Q38101616 Status: § 2a Stand der BDA-Liste: 2025-06-30 Name: Bildstock GstNr.: 1967 Pfeilerbildstock Langschlag               |
| ja   | Datei hochladen | Johannes Nepomuk-Kapelle HERIS-ID: 62912 Objekt-ID: 75506      | Franz Diebl-Straße 224 Standort KG: Langschlag | Die Kapelle gegenüber dem Schloss hat einen runden Schluss und einen Spitzgiebel. Darin befindet sich eine Figur von Johannes Nepomuk aus der ersten Hälfte des 19. Jahrhunderts. | BDA-Hist.: Q38101625 Status: § 2a Stand der BDA-Liste: 2025-06-30 Name: Johannes Nepomuk-Kapelle GstNr.: 1483/2                          |